# جمعیت‌شناسی اقیانوسیه
جمعیت‌شناسی اقیانوسیه (انگلیسی: Demographics of Oceania) اقیانوسیه منطقه‌ای است با مرکزیت جزایر گرمسیری اقیانوس آرام. برداشت از آنچه اقیانوسیه را تشکیل می‌دهد متفاوت است، به گونه‌ای که اغلب از نظر ژئوپلیتیکی یا جغرافیایی به روش‌های مختلفی تعریف می‌شود. در مفهوم طرح جغرافیای جهان سازمان ملل متحد، کمیته بین‌المللی المپیک و بسیاری از اطلس‌ها، منطقه اقیانوسیه شامل استرالیا و ملت‌های اقیانوس آرام از پاپوآ گینه نو رو به شرق است، اما مجمع‌الجزایر مالایی یا پاپوآی غربی را شامل نمی‌شود.

## جمعیت‌شناسی بر پایه سرزمین
جدول زیر جمعیت‌شناسی همه کشورها و سرزمین‌های مسکونی اقیانوسیه را نشان می‌دهد. اطلاعات این جدول از بیشتر از کتاب حقایق جهان یا وزارت امور خارجه ایالات متحده آمریکا آمده‌اند.
| ردیف | کشور                                | جمعیت (برآورد نیمه ۲۰۱۶)                    | مساحت (km2) | تراکم جمعیت (/km2) | جمعیت شهری | امید به زندگی | نرخ سواد  | زبان (های) رسمی                                  | دین (های) برتر                                                                     | گروه‌های قومی |
| ---- | ----------------------------------- | ------------------------------------------- | ----------- | ------------------ | ---------- | ------------- | --------- | ------------------------------------------------ | ---------------------------------------------------------------------------------- | --- |
| ۱    | استرالیا                            | ۲۴٬۱۲۵٬۸۴۸                                  | ۷٬۶۸۲٬۳۰۰   | ۲٫۷۶۸              | ۸۹٪        | ۸۱٫۶۳         | ۹۹٪       | انگلیسی ۷۸٫۵٪                                    | مسیحیت ۶۴٫۶٪، بی‌دین ۱۸٫۷٪                                                          | اروپایی/دورگه اروپایی و سایر ۸۵٪، آسیایی/دورگه آسیایی و سایر ۱۲٪، بومیان استرالیا/دورگه بومی و سایر ۲٪                                     |
| ۲    | پاپوآ گینه نو                       | ۸٬۰۸۴٬۹۹۱                                   | ۴۶۲٬۸۴۰     | ۱۲٫۸۳۵             | ۱۲٪        | ۶۵٫۷۵         | ۵۷٫۳٪     | توک پیسین ۷۵٪، انگلیسی ۱–۲٪، هیری موتو <۲٪[a]    | مسیحیت ۹۶٪                                                                         | گینه نویی پاپوآیی ۸۴٪، گینه نویی ملانزیایی ۱۵٪، سایر 1%                                                                                    |
| ۳    | نیوزیلند                            | ۴٬۶۶۰٬۸۳۳                                   | ۲۷۰٬۵۳۴     | ۱۵٫۵۷۴             | ۸۷٪        | ۸۰٫۳۶         | ۹۹٪       | انگلیسی ۹۱٫۲٪، مائوری ۳٫۹٪                       | مسیحیت ۵۵٫۶٪، بی‌دین ۳۴٫۷٪                                                          | اروپایی ۷۴٫۰٪، آسیایی ۱۲٪، مائوری ۱۵٪، مردم جزایر پاسیفیک ۷٪، سایر ۱٪                                                                      |
| –    | هاوایی (ایالات متحده آمریکا)        | ۱٬۴۱۹٬۵۶۱                                   | ۲۸٬۳۱۱      | ۸۲٫۶۴۷             | ۹۲٪        | ۸۰٫۳۷         | ۹۹٪       | انگلیسی ۷۳٫۴۴٪، هاواییایی ۱٫۶۸٪                  | مسیحیت ۶۳٪، بی‌دین ۲۶٪، بودایی ۸٪، سایر ۳٪                                          | آسیایی ۳۸٫۶٪، چند نژاده ۲۴٫۸٪، سفیدپوست ۲۴٫۷٪، قیانوسیه‌ای ۱۰٫۰٪، سیاه‌پوست ۱٫۶٪، سرخ‌پوست ۰٫۳٪                                               |
| ۴    | فیجی                                | ۸۹۸٬۷۶۰                                     | ۱۸٬۲۷۴      | ۵۱٫۶۹۷             | ۱۸٪        | ۷۰٫۷۳         | ۹۳٫۷٪     | انگلیسی، فیجیایی، هندی                           | مسیحیت ۶۴٫۵٪، هندو ۲۷٫۹٪، مسلمان ۶٫۳٪                                              | فیجیایی ۵۷٫۳٪، هندی ۳۷٫۶٪، روتومی ۱٫۲٪، سایر ۳٫۹٪                                                                                          |
| ۵    | جزایر سلیمان                        | ۵۹۹٬۴۱۹                                     | ۲۸٬۸۹۶      | ۲۰٫۶۱۲             | ۵۲٪        | ۷۳٫۶۹         | ۷۶٫۶٪     | انگلیسی ۱–۲٪[b]                                  | مسیحیت ۹۵٪                                                                         | ملانزیایی ۹۴٫۵٪، پولینزیایی ۳٪، میکرونزیایی ۱٫۲٪، سایر ۱٫۳٪                                                                                |
| –    | پلی‌نزی فرانسه (فرانسه)              | ۲۸۰٬۲۰۸                                     | ۴٬۱۶۷       | ۶۸٫۸۸۲             | ۵۲٪        | ۷۶٫۷۱         | ۹۸٪       | فرانسوی ۶۱٫۱٪، پولینزیایی ۳۱٫۴٪                  | پروتستان ۵۴٪، کاتولیک ۳۰٪، سایر ۱۰٪، بی‌دین ۶٪                                      | پولینزیایی ۷۸٪، چینی ۱۲٪، فرانسوی بومی ۶٪، فرانسوی شهری ۴٪                                                                                 |
| –    | کالدونیای جدید (فرانسه)             | ۲۷۲٬۶۷۷                                     | ۱۸٬۵۷۵      | ۱۲٫۲۴۴             | ۶۵٪        | ۷۴٫۹۸         | ۹۶٫۸٪     | فرانسوی                                          | کاتولیک ۶۰٪، پروتستان ۳۰٪، سایر ۱۰٪                                                | ملانزیایی ۴۴٫۱٪، اروپایی ۳۴٫۱٪، والیسی و فوتونایی ۹٪، تاهیتیایی ۲٫۶٪، اندونزیایی ۲٫۵٪، ویتنامی ۱٫۴٪، نی-وانواتو ۱٫۱٪، سایر ۵٫۲٪            |
| ۶    | وانواتو                             | ۲۷۰٬۴۰۲                                     | ۱۲٬۱۸۹      | ۱۸٫۱۷۶             | ۲۵٪        | ۶۴٫۳۳         | ۷۴٪       | انگلیسی ۲۳٫۱٪، فرانسوی ۱٫۹٪                      | مسیحیت ۸۲٪، باورهای بومی ۵٫۶٪، سایر ۱۰٫۹٪، بی‌دین ۱٪                                | نی-وانواتو ۹۸٫۵٪، سایر ۱٫۵٪ |
| ۷    | ساموآ                               | ۱۹۵٬۱۲۵                                     | ۲٬۸۳۱       | ۶۷٫۸۲۱             | ۲۳٪        | ۷۲٫۱۳         | ۹۹٫۷٪     | ساموآیی                                          | مسیحیت ۹۸٫۹٪                                                                       | ساموآیی ۹۲٫۶٪، یورونزی‌ها ۷٪، اروپایی ۰٫۴٪                                                                                                  |
| –    | گوآم (ایالات متحده)                 | ۱۶۲٬۸۹۶                                     | ۱٬۴۷۸       | ۱۲۲٫۳۷۱            | ۹۳٪        | ۷۸٫۱۸         | ۹۹٪       | انگلیسی ۳۸٫۳٪، چامورو 22.2%                      | کاتولیک ۸۵٪                                                                        | چامورو ۳۷٫۱٪، فیلیپینی ۲۶٫۳٪، سایر اقیانوسیه‌ای ۱۱٫۳٪، سفیدپوست ۶٫۹٪، سایر ۸٫۶٪، مخلوط ۹٫۸٪                                                 |
| ۸    | تونگا                               | ۱۰۷٬۱۲۲                                     | ۷۴۷         | ۱۶۴٫۰۹۶            | ۲۵٪        | ۷۱٫۰۳         | ۹۸٫۹٪     | تونگایی، انگلیسی                                 | مسیحیت                                                                             | تونگایی ۹۸٪ |
| ۹    | ایالات فدرال میکرونزی               | ۱۰۴٬۹۳۷                                     | ۷۰۲         | ۱۵۲٫۶۴۱            | ۲۲٪        | ۷۱٫۲۳         | ۸۹٪       | انگلیسی                                          | کاتولیک ۵۰٪، پروتستان ۴۷٪، سایر ۳٪                                                 | چوکی ۴۸٫۸٪، پوناپیایی ۲۴٫۲٪، کوسرائیایی ۶٫۲٪، یاپی ۵٫۲٪، اهالی جزیره‌های بیرونی یاپ ۴٫۵٪، آسیایی ۱٫۸٪، پولینزیایی ۱٫۵٪، سایر ۷٫۸٪           |
| ۱۰   | کیریباتی                            | ۱۱۴٬۳۹۵                                     | ۸۱۱         | ۱۲۲٫۶۶۶            | ۴۴٪        | ۶۴٫۰۳         | ۹۲٪       | انگلیسی، کیریباسی (دوفاکتو)                      | کاتولیک ۵۵٪، پروتستات ۳۶٪                                                          | میکرونزیایی ۹۸٫۸٪ |
| –    | ساموای آمریکا (ایالات متحده)        | ۵۵٬۵۹۹                                      | ۱۹۹         | ۳۳۳٫۸۲۹            | ۹۲٪        | ۷۳٫۹۷         | ۹۷٪       | انگلیسی، ساموآیی[c]                              | مسیحیت کنگره‌گرا ۵۰٪، کاتولیک ۲۰٪، پروتستان و سایر ۳۰٪                              | اقیانوسیه‌ای بومی ۹۱٫۶٪، آسیایی ۲٫۸٪، سفیدپوست ۱٫۱٪، مخلوط ۴٫۲٪، سایر ۰٫۳٪                                                                  |
| ۱۱   | جزایر مارشال                        | ۵۳٬۰۶۶                                      | ۱۸۱         | ۳۶۳٫۸۶۲            | ۷۱٪        | ۷۱٫۴۸         | ۹۳٫۷٪     | مارشالی ۹۸٫۲٪، انگلیسی                           | پروتستان ۵۴٫۸٪، سایر مسیحیت ۴۰٫۶٪                                                  | مارشالی ۹۲٫۱٪، مارشالی مخلوط ۵٫۹٪، سایر ۲٪                                                                                                 |
| –    | جزایر ماریانای شمالی (ایالات متحده) | ۵۵٬۰۲۳                                      | ۴۶۴         | ۱۰۴٫۱۳۱            | ۹۱٪        | ۷۶٫۹          | ۹۷٪       | انگلیسی                                          | مسیحیت                                                                             | فیلیپینی ۳۵٫۳٪، چامورو ۲۳٫۹٪، چند نژاده ۱۲٫۷٪، چینی ۶٫۸٪، کارولینیایی ۴٫۶٪، کره‌ای ۴٫۲٪، ۲٫۳٪ چوکی، ۲٫۲٪ پالائویی، ۲٫۱٪ سفیدپوست، ۵٫۹٪ سایر |
| ۱۲   | پالائو                              | ۲۱٬۵۰۳                                      | ۴۵۹         | ۴۵٫۴۸۸             | ۸۱٪        | ۷۱٫۵۱         | ۹۲٪       | پالائویی ۶۴٫۷٪[d]، انگلیسی                       | کاتولیک ۴۱٫۶٪، پروتستان ۲۳٫۳٪                                                      | پالائویی ۶۹٫۹٪، فیلیپینی ۱۵٫۳٪، چینی ۴٫۹٪، سایر آسیایی ۲٫۴٪، سفیدپوست ۱٫۹٪، کارولینیایی ۱٫۴٪، سایر میکرونزیایی ۱٫۱٪، سایر ۳٫۲٪             |
| –    | والیس و فوتونا (فرانسه)             | ۱۱٬۸۹۹                                      | ۱۴۲         | ۱۰۸٫۰۴۹            | ۰٪         | ۷۸٫۸۳         | ۵۰٪[e]    | مردم والیسی ۵۸٫۹٪, فوتونایی ۳۰٫۱٪، فرانسوی ۱۰٫۸٪ | کاتولیک ۹۹٪                                                                        | پولینزیایی |
| –    | جزایر کوک (نیوزیلند)                | ۱۷٬۳۷۹                                      | ۲۳۶         | ۴۸٫۶۷۸             | ۷۴٪        | ۷۴٫۴۷         | ۹۵٪       | مائوری، انگلیسی                                  | کلیسای مسیحی جزایر کوک ۵۵٫۹٪، سایر مسیحیت ۳۰٫۵٪                                    | مائوری جزایر کوک ۸۷٫۷٪، مائوری پارت جزیره کوک ۵٫۸٪، سایر ۶٫۵٪                                                                              |
| ۱۳   | تووالو                              | ۱۱٬۰۹۷                                      | ۲۶          | ۴۰۱٫۶۱۵            | ۴۹٪        | ۶۴٫۳۹         | ۹۳٪       | تووالویی، انگلیسی                                | کلیسای تووالو (کنگره‌گرا) ۹۷٪                                                       | پولینزیایی ۹۶٪، میکرونزیایی ۴٪ |
| ۱۴   | نائورو                              | ۱۱٬۳۴۷                                      | ۲۱          | ۴۴۱٫۲۸۶            | ۱۰۰٪       | ۶۴٫۹۹         | ۹۹٪       | نائورویی[f]                                      | کلیسای کنگره‌گرای نائورو ۳۵٫۴٪، کاتولیک ۳۳٫۲٪، کلیسای مستقل نائورو (پروتستان) 10.4% | نائورویی ۵۸٪، سایر اقیانوسیه‌ای ۲۶٪، چینی ۸٪، اروپایی ۸٪                                                                                    |
| –    | جزیره نورفک (استرالیا)              | ۲٬۱۵۵                                       | ۳۶          | ۵۹٫۸۶۱             | نامشخص     | نامشخص        | نامشخص[g] | انگلیسی، نورفکی[h]                               | انگلیکان ۳۱٫۸٪، سایر مسیحیت ۳۰٬۹٪، بی‌دین ۱۹٫۹٪                                     | اروپایی، تاهیتیایی، استرالیایی، نیوزیلندی، پولینزیایی                                                                                      |
| –    | توکلائو (نیوزیلند)                  | ۱٬۲۸۲                                       | ۱۲          | ۱۱۶٫۶۶۷            | ۰٪         | ۶۹            | نامشخص    | توکلائویی، انگلیسی                               | کلیسای مسیحی کنگره‌گرا ۷۰٪، کاتولیک ۲۸٪[i]                                          | پولینزیایی |
| –    | نیووی (نیوزیلند)                    | ۱٬۶۲۴                                       | ۲۶۰         | ۵٫۲۰۸              | ۳۹٪        | ۶۹٫۵          | نامشخص[j] | نیوویایی، انگلیسی                                | کلیسای نیووی (پروتستان) ۶۱٫۱٪، سایر مسیحیت ۱۱٪، جنبش قدیسان آخرالزمان ۸٫۸٪         | نیوویایی ۷۸٫۲٪، اقیانوسیه‌ای ۱۰٫۲٪، اروپایی ۴٫۵٪، مخلوط ۳٫۹٪، آسیایی ۰٫۲٪، مشخص‌نشده ۳٪                                                      |
| –    | جزایر پیت‌کرن (بریتانیا)             | ۴۸                                          | ۴۷          | ۱٫۰۲۱              | نامشخص     | نامشخص        | نامشخص[k] | انگلیسی، پیت‌کرنی                                 | ادونتیست روز هفتم ۱۰۰٪                                                             | اروپایی، تاهیتیایی[l] |
| –    | کل                                  | ۴۰٬۱۱۷٬۴۳۲                                  | ۸٬۵۰۶٬۴۲۷   | ۴٫۰۷۳              | ۷۱٪        | ۷۷٫۸۷         | ۹۱٪       |                                                  | ۷۳٫۳٪                                                                              | |
| –    | کل به جز سرزمین اصلی استرالیا       | خطای عبارت: نویسه نقطه‌گذاری شناخته نشده «{» | ۸۲۴٬۱۲۷     | ۱۶٫۲۴۲             | ۴۳٪        | ۷۱٫۸۹         | ۷۸٪       |                                                  |                                                                                    | |